# Chaubardia gehrtiana
Chaubardia gehrtiana là một loài thực vật có hoa trong họ Lan. Loài này được (Hoehne) Garay mô tả khoa học đầu tiên năm 1969.